# Gunness
Gunness är en ort och civil parish i Storbritannien.   Den ligger i kommunen North Lincolnshire och riksdelen England, i den sydöstra delen av landet, 230 km norr om huvudstaden London. Gunness ligger 6 meter över havet och antalet invånare är 2 253.
Terrängen runt Gunness är platt, och sluttar västerut. Runt Gunness är det ganska tätbefolkat, med 139 invånare per kvadratkilometer. Närmaste större samhälle är Scunthorpe, 5,0 km öster om Gunness. Runt Gunness är det i huvudsak tätbebyggt.